# Mesosemia iphinoe
Mesosemia iphinoe är en fjärilsart som beskrevs av Doubleday 1847. Mesosemia iphinoe ingår i släktet Mesosemia och familjen Riodinidae. Inga underarter finns listade i Catalogue of Life.